# Emerson, Iowa
Emerson är en ort i Mills County i Iowa. Vid 2010 års folkräkning hade Emerson 438 invånare.